# Hermann Ramberg
Hermann Friedrich Freiherr von Ramberg (ur. 24 listopada 1820 w Wiedniu, zm. 26 grudnia 1899 w Grazu) – austriacki wojskowy w stopniu generała kawalerii i polityk, ban Chorwacji w latach 1880–1883.

## Życiorys
Studia prawnicze odbył w Pradze. W 1841 roku został podchorążym 6 Pułku Dragonów Cesarstwa Austriackiego. Uczestniczył w rewolucyjnych wydarzeniach 1848 roku i wojnie prusko-austriackiej (1866). W 1868 roku został mianowany generałem majorem (niem. Generalmajor). Dowodził w Peczu, a następnie w Preszburgu, gdzie awansował na stopień marszałka polnego porucznika (niem. Feldmarschalleutnant). Wziął udział w zajęciu Bośni w 1878 roku. W 1883 roku został królewskim komisarzem w Trójjedynym Królestwie Chorwacji, Slawonii i Dalmacji, pełniąc tym samym de facto funkcję bana Chorwacji. Miał za zadanie ustabilizować sytuację wynikłą po forsowaniu przez Budapeszt dwujęzycznych tablic urzędowych na terenie Chorwacji, co łamało wcześniejsze ustalenia. Jednocześnie przeprowadził reformę administracyjno-podatkową na terenach wiejskich i organizował roboty publiczne. Jego ostatnim przydziałem wojskowym, w stopniu generała kawalerii (niem. General der Cavalerie), było stanowisko komendanta 13. Korpusu w Agram. Na emeryturę przeszedł w 1889 roku. Od 1883 roku był szefem 96. Pułku Piechoty.

## Odznaczenia
Odznaczenia von Ramberga to między innymi:
- Komandor Orderu Leopolda
- Krzyż Zasługi Wojskowej z dekoracją wojenną
- Order Świętego Aleksandra Newskiego (Imperium Rosyjskie)
- Order Orła Białego (Imperium Rosyjskie)
- Order Świętej Anny I klasy (Imperium Rosyjskie)
- Order Świętego Stanisława I klasy (Imperium Rosyjskie)
- Krzyż Wielki Orderu Alberta (Saksonia)
- Komandor Orderu Zasługi Świętego Michała (Bawaria)
- Krzyż Wielki Orderu Zbawiciela (Grecja)
- Order Krzyża Takowy I klasy (Serbia)
- Krzyż Wielki Orderu Henryka Lwa (Brunszwik)
- Krzyż Wielki Orderu Zasługi Adolfa de Nassau (Nassau)